# خطر انسان‌زاد

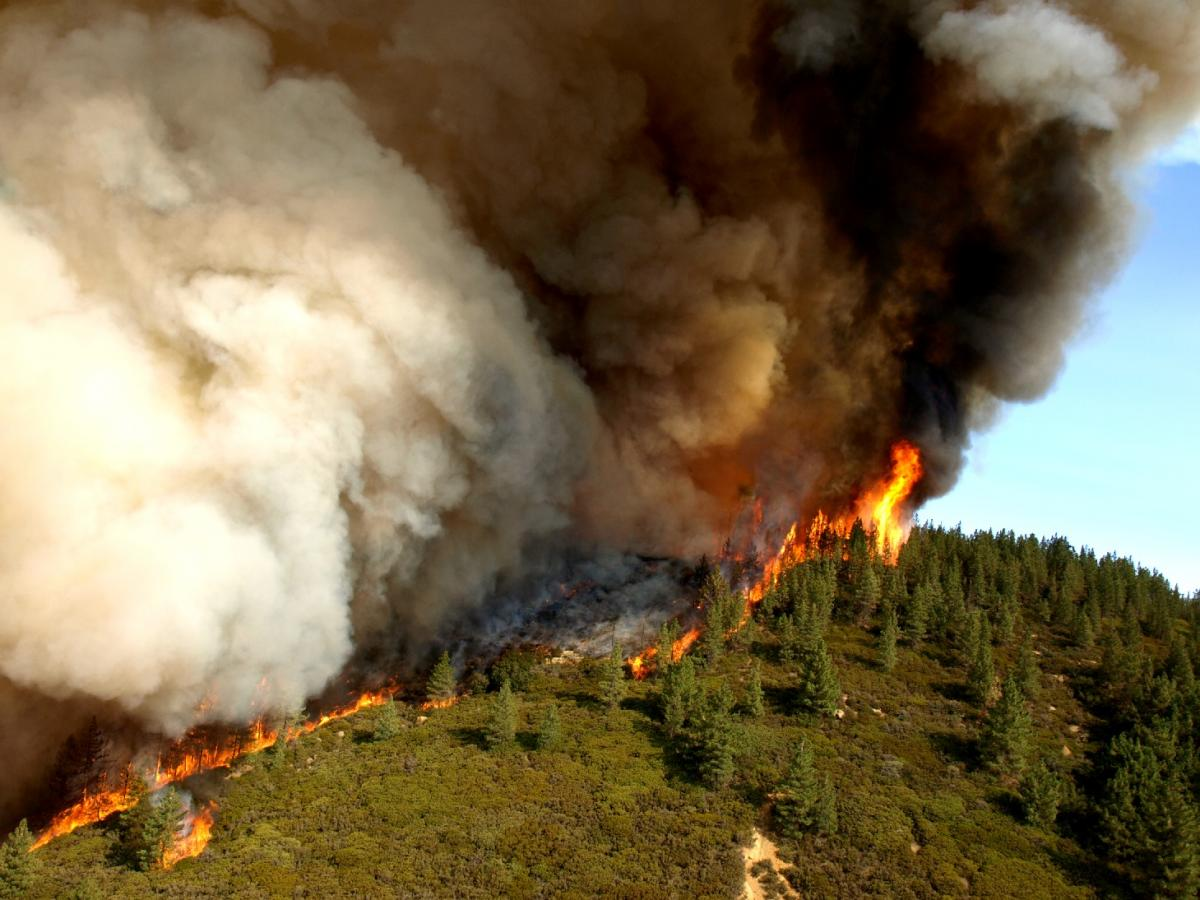
شعله فعال در جلوی Zaca Fire

خطر انسان‌زاد (به انگلیسی: Anthropogenic hazard)، خطر‌هایی هستند که در اثر عمل یا عدم اقدام انسان ایجاد شود. آنها در برابر خطر طبیعی قرار دارند. خطر انسانی ممکن است بر انسان، دیگر جانداران، زیست زیست‌بوم‌ها و بوم‌سازگان‌ها تأثیر منفی بگذارد. آنها حتی می‌توانند سبب یک همه‌کشی شوند. فراوانی و شدت خطرها عناصر کلیدی در برخی روش‌شناسی‌های تحلیل ریسک هستند. خطرها همچنین ممکن است در رابطه با تأثیری که دارند توصیف شوند. خطر تنها در صورتی وجود دارد که مسیری برای قرار گرفتن در معرض وجود داشته باشد. به عنوان مثال، مرکز زمین از مواد مذاب در دماهای بسیار بالا تشکیل شده‌است که در صورت تماس با هسته، خطر جدی خواهد بود. با این حال، هیچ راه عملی برای برقراری تماس با هسته وجود ندارد، بنابراین، مرکز زمین در حال حاضر هیچ خطری ندارد.
خطرهای انسان‌زاد را می‌توان به خطرهای اجتماعی (جنایت، بی‌نظمی مدنی، تروریسم، جنگ، خطرهای صنعتی، مخاطرات مهندسی، قطع برق، آتش‌سوزی)، خطرهای ناشی از ترابری و مخاطرات زیست‌محیطی گروه‌بندی کرد.

## خطرهای زیست‌محیطی
خطرهای زیست‌محیطی آن دسته از خطرهایی هستند که اثر آن در زیست‌بوم‌ها یا بوم‌سازگان‌ها دیده می‌شود نه مستقیماً بر جانداران زنده. نمونه‌های شناخته‌شده عبارتند از: نشت نفت، آلودگی آب، بریدن و سوختن جنگل‌زدایی، آلودگی هوا، و شکاف‌های زمین.